# KVV Dosko Baarle-Hertog
KVV Dosko Baarle-Hertog is een Belgische voetbalclub uit Baarle-Hertog. De club is aangesloten bij de KBVB met stamnummer 4331 en heeft groen en wit als kleuren.

## Geschiedenis
Reeds voor de Eerste Wereldoorlog werden in Baarle-Hertog voetbalclubs opgericht, maar deze bleven telkens niet lang bestaan. Na de Bevrijding van de Duitse bezetting na de Tweede Wereldoorlog besloot men een nieuwe club te vormen en in 1945 werd VV Dosko Baarle-Hertog opgericht, waarbij Dosko staat voor "Door Onderlinge Samenspel Komt overwinning". Men ging spelen in de provinciale reeksen, alwaar ze haar hele bestaan actief zou blijven.
Dosko Baarle-Hertog bleef in de lagere provinciale reeksen spelen, en haalde in zijn geschiedenis Tweede Provinciale als hoogste niveau. 
In het seizoen 2019/2020 stierf voorzitter Ad Haneveer ten gevolge van zijn ziekte. Sinds het seizoen 2019/2020 is Michel Bolckmans de nieuwe voorzitter.
De belangrijkste wedstrijden in het jaar zijn de derby's tegen KFC Poppel, KSK Weelde en K Meerle FC. De derby van Baarle kan alleen vriendschappelijk uitgevochten worden. Dit omdat dorpsgenoot Gloria-UC in het Nederlandse voetbal uitkomt.
Op het einde van seizoen 2023/24 werd beslist volgend seizoen geen Eerste ploeg meer in competitie te brengen en zich volop de ten gaan concentreren op de jeugdploegen. Deze blijven wel bestaan.

## Resultaten van de laatste jaren[2]
| Seizoen | Klasse | Klasse | Reeks                | Punten | Opmerking |
|         | P.III  | P.IV   |                      |        | |
| ------- | ------ | ------ | -------------------- | ------ | --- |
| 1999/00 |        |        |                      |        | |
| 2000/01 |        |        |                      |        | |
| 2001/02 |        |        |                      |        | |
| 2002/03 |        |        |                      |        | |
| 2003/04 | 9      |        | Derde provinciale D  | 40     | |
| 2004/05 | 12     |        | Derde provinciale C  | 33     | |
| 2005/06 | 11     |        | Derde provinciale D  | 35     | |
| 2006/07 |        | 11     | Vierde Provinciale D | 34     | Pulle leek op weg te zijn naar het kampioenschap. Bij een thuisoverwinning in de laatste wedstrijd zouden ze zeker zijn. Dosko won echter deze wedstrijd en Minderhout werd kampioen door zelf zijn wedstrijd te winnen. |
| 2007/08 |        | 12     | Vierde Provinciale   | 25     | |
| 2008/09 |        | 2      | Vierde Provinciale C | 55     | Dosko behaalde de eindronde maar wist geen promotie af te dwingen. |
| 2009/10 |        | 10     | Vierde Provinciale D | 43     | |
| 2010/11 |        | 9      | Vierde provinciale D | 39     | |
| 2011/12 |        | 3      | Vierde provinciale A | 54     | Dosko promoveert naar derde provinciale na winst in de eindronde tegen KSAV Sint-Dimpna Geel (1-3 winst en 0-2 verlies) en KFC Pulle (2-0 winst en 1-1 gelijkspel). |
| 2012/13 | 14     |        | Derde provinciale A  | 26     | Dosko degradeert al direct na één seizoen terug naar vierde provinciale. |
| 2013/14 |        | 4      | Vierde provinciale A | 57     | Dosko behaalde de eindronde maar vloog er in eerste ronde al direct uit. KFC Grobbendonk was te sterk(0-1 en 2-0 verlies). |
| 2014/15 |        | 2      | Vierde provinciale D | 64     | Dosko promoveert naar derde provinciale na winst in de eindronde tegen VC Mortsel OG (1-0 verlies en 4-1 winst) en KFC Herselt (2-0 verlies en 3-0 winst). De club vierde datzelfde jaar tevens het 70-jarig bestaan. |
| 2015/16 | 3      |        | Derde provinciale C  | 56     | Dosko behaalde de eindronde maar strandde in de eerste ronde tegen SV Aartselaar (1-2 en 3-1 verlies). |
| 2016/17 | 3      |        | Derde provinciale A  | 52     | Dosko behaalde de eindronde. In de eerste ronde was het sterker dan FC Zwaneven (2-0 winst en 2-1 verlies). In de laatste ronde bleek Rochus Deurne te sterk (4-1 en 2-4 verlies). |
| 2017/18 | 11     |        | Derde Provinciale A  | 38     | |
| 2018/19 | 8      |        | Derde provinciale A  | 42     | |
| 2019/20 | 12     |        | Derde provinciale A  | 25,9   | Het seizoen werd vroegtijdig stopgezet vanwege het coronavirus. Dosko had na 24 gespeelde wedstrijden 23 punten. Na een hele nieuwe berekening van de KBVB om ploegen met meer of minder gespeelde wedstrijden gelijk te trekken, kreeg Dosko een puntgemiddelde van 25,9. Dit was genoeg om in derde provinciale te blijven. |
| 2020/21 | -      |        | Derde provinciale A  | -      | Seizoen werd in oktober stopgezet wegens het coronavirus. |
| 2021/22 | 14     |        | Derde provinciale A  | 32     | Dosko eindigt met 32 op een veertiende plaats en degradeert naar vierde provinciale. Gooreind dat evenveel punten heeft, maar een beter doelsaldo, speelt eindronde tegen degradatie. |
| 2022/23 |        | 13     | Vierde provinciale E | 20     | |
| 2023/24 |        | 16     | Vierde provinciale E | 10     | |
| 2024/25 |        |        |                      |        | Geen Eerste ploeg meer in competitie |